# 2015 HM10
2015 HM10 kisbolygó, 2015. július 17-én haladt el a Földtől 400 000 kilométerre. Az objektum a legszélesebb pontján 80 méter hosszú. A kisbolygó a Víctor M. Blanco Teleszkóppal lett felfedezve a chilei Cerro Tololo Inter-American Obszervatóriumban.